# Elizabeth McCord (personnage de série TV)
La Secrétaire d'État des États-Unis Elizabeth "Bess" Adams McCord est un personnage fictif et le protagoniste de la série télévisée de CBS Madam Secretary (Madame la Secrétaire d'état). Il est interprété par Téa Leoni.

## Biographie
Née en Virginie, Elizabeth a intégré la Houghton Hall Boarding School, où elle a été co-capitaine de l'équipe de débat aux côtés du prince de la Couronne de Barhein, Yousif Obaid (Aasif Mandvi). Elle a fréquenté l'Université de Virginie, et l'un de ses professeurs a été le futur Président de la Cour Suprême Frawley (Morgan Freeman). C'est aussi l'endroit où elle a rencontré son futur mari.
En 1990, Elizabeth a épousé Henry McCord (Tim Daly). Ils ont deux filles, Stephanie "Stevie" (Wallis Currie-Wood) et Alison (Kathrine Herzer), et un fils, Jason (Evan Roe). Elle a également un frère, le Dr Will Adams (Eric Stoltz), qui est marié à Sophie Adams, et avec qui il a une fille de 5 ans, Annie ; ses deux parents sont morts quand elle était jeune. Elle parle couramment le français, l'allemand, l'arabe, le Farsi et "une année d'espagnol universitaire".

## Carrière
Elizabeth a travaillé pour la CIA en tant qu'analyste pendant 20 ans, jusqu'à ce qu'elle démissionne de son poste en raison d'un dilemme éthique, tout comme elle a été envisagée pour être promue Chef de Station, à Bagdad. Elle a ensuite enseigné à l'Université de Virginie en tant que Professeur de Science Politique. Après la mort de Vincent Marsh (Brian Stokes Mitchell) dans un accident d'avion, le Président Conrad Dalton (Keith Carradine) (son ancien mentor à la CIA) lui a demandé d'être le Secrétaire d'État aux affaires étrangères. N'étant pas politicienne de nature, Elizabeth a fréquemment des affrontements avec Russell Jackson  (Željko Ivanek), Secrétaire Général de la Maison Blanche.
Comme Secrétaire d'État, elle passé sa première année de mandat à enquêter sur la mort de son prédécesseur.

### Équipe
À l'exception de son assistant personnel, Blake Moran (Erich Bergen), Elizabeth a hérité de l'ensemble du personnel de direction de son prédécesseur, Vincent Marsh. 
Son équipe se compose de :
- Nadine Tolliver (Bebe Neuwirth) – Serétaire générale
- Daisy Grant (Patina Miller) – Attachée de Presse
- Matt Mahoney (Geoffrey Arend) – Rédacteur de discours
- Jay Whitman (Sebastian Arcelus) – Conseiller Politique
- Blake Moran (Erich Bergen) – Assistant Personnel

Dans l'épisode "Blâmer le Canada", elle a renvoyé Allen Bollings (John Finn), négociateur en chef responsable des pourparlers de paix avec l'Iran pour avoir menacé l'Iran d'une action militaire plutôt que de proposer l'assouplissement des échanges commerciaux qu'elle avait décidé, et pour lui avoir menti ainsi qu'au Président.